# Casearia grandiflora
Casearia grandiflora là một loài thực vật có hoa trong họ Liễu. Loài này được Cambess. mô tả khoa học đầu tiên năm 1830.